# Luspejávrátja
Luspejávrátja, Luspejauratjah är en grupp sjöar i Jokkmokks kommun i Lappland, Sverige. Två av dem är:
- Luspejauratjah (Jokkmokks socken, Lappland), sjö i Jokkmokks kommun, 66°41′37″N 18°23′14″Ö / 66.6935°N 18.3871°Ö (9,1 ha)
- Luspejauratjah, Lappland, sjö i Jokkmokks kommun, 66°41′27″N 18°24′06″Ö / 66.6907°N 18.4018°Ö (11,3 ha)